# Adam Sekściński
Adam Wojciech Sekściński (ur. 3 listopada 1981 w Kolnie) – polski samorządowiec i urzędnik państwowy, wicestarosta kolneński (2010–2014), w latach 2016–2018 prezes Kasy Rolniczego Ubezpieczenia Społecznego.

## Życiorys
Studiował na Wydziale Nauki o Żywności Uniwersytetu Warmińsko-Mazurskiego w Olsztynie. Uzyskał tam tytuł magistra inżyniera o specjalności organizacja produkcji i kształtowanie jakości w UE oraz technologia mleczarska. Tam ukończył również Studia Podyplomowe z zakresu zarządzania funduszami unijnymi. Pracował jako starszy referent w Spółdzielni Mleczarskiej Mlekpol w Grajewie.
W wyborach samorządowych w 2006 wybrany na radnego miejskiego Kolna z list Prawa i Sprawiedliwości. W 2010 nie ubiegał się o reelekcję. Pełnił funkcję wicestarosty kolneńskiego w latach 2010–2014. W wyborach samorządowych w 2014 wybrany radnym powiatu kolneńskiego z list PiS. 15 lutego 2016 powołany na stanowisko III wiceprezesa KRUS. 4 sierpnia tego samego roku powołany na szefa tej instytucji. W wyborach samorządowych w 2018 uzyskał mandat radnego sejmiku podlaskiego VI kadencji. 26 października 2018 został odwołany z funkcji prezesa KRUS. Jego następczynią została Aleksandra Hadzik. W 2019 został dyrektorem spółki Orlen Paliwa, zaś w lipcu 2020 powołany na stanowisko prezesa Lotos Oil.